# کارل بیکر
کارل بیکر (انگلیسی: Carl Baker؛ زادهٔ ۲۶ دسامبر ۱۹۸۲) بازیکن فوتبال اهل بریتانیا است.
از باشگاه‌هایی که در آن بازی کرده‌است می‌توان به باشگاه فوتبال مورکم، باشگاه فوتبال استوک‌پورت کانتی، باشگاه فوتبال ساوتپورت، باشگاه فوتبال کاونتری سیتی، باشگاه فوتبال پرسکوت کابلس، باشگاه فوتبال لیورپول، و باشگاه فوتبال میلتون کینز دونز اشاره کرد.
وی همچنین در تیم ملی فوتبال C انگلستان بازی کرده‌است.